# Heterodisca
Heterodisca är ett släkte av fjärilar som beskrevs av William Warren, 1896. Heterodisca ingår i familjen Mätare, Geometridae.

## Dottertaxa tillHeterodisca, i alfabetisk ordning[1]
- Heterodisca castanea Warren, 1906
- Heterodisca flammea Warren, 1907
  - Heterodisca flammea chionosticta Prout, 1926
- Heterodisca ignea Warren, 1903
- Heterodisca scardamiata Warren, 1896